# Niki Byrgesen
Niki Byrgesen (* 21. Juli 1990) ist ein dänischer Bahnradfahrer.
Niki Byrgesen wurde 2007 auf der Bahn dänischer Juniorenmeister in der Mannschaftsverfolgung, dem 1000-m-Zeitfahren, im Scratch und im Sprint. Im nächsten Jahr konnte er seine Titel in der Mannschaftsverfolgung und im 1000-m-Zeitfahren erfolgreich verteidigen. Außerdem gewann er bei der nationalen Meisterschaft 2008 in Ballerup das Punktefahren. Bei der Bahnrad-Europameisterschaft der Junioren in Pruszkow gewann er die Silbermedaille im Madison. Ab der Saison 2009 wird Byrgesen für das dänische Team Løgstør-Cycling for Health an den Start gehen.

## Erfolge
2007
- Dänischer Meister – Mannschaftsverfolgung (Junioren) mit Patrick Henriksen, Mikkel Lund und Mikkel Schiøler
- Dänischer Meister – 1000-m-Zeitfahren (Junioren)
- Dänischer Meister – Scratch (Junioren)
- Dänischer Meister – Sprint (Junioren)

2008
- Dänischer Meister – Mannschaftsverfolgung (Junioren) mit Laurits Enevoldsen, Patrick Henriksen und Rasmus Christian Quaade
- Dänischer Meister – 1000-m-Zeitfahren (Junioren)
- Dänischer Meister – Punktefahren (Junioren)
- Dänischer Meister – Sprint (Junioren)
- Europameisterschaft – Madison (Junioren) mit Sebastian Lander

2010
- Dänischer Meister – Elimination
- Dänischer Meister – Einerverfolgung

2013
- Dänischer Meister – Scratch

## Teams
- 2009 Blue Water-Cycling for Health
- 2010 Team Designa Køkken-Blue Water
- 2011 Team Concordia Forsikring-Himmerland
- 2012 Christina Watches-Onfone
- 2013 J.Jensen-Ramirent
- 2014 Globeteam-Siesta Home Group